# Charles Frazier
Charles Frazier (Asheville, 1950. november 4. –) amerikai regényíró.

## Életrajz

### Fiatalkora
Frazier az észak-karolinai Asheville-ben született, az észak-karolinai Andrews és Franklinben nőtt fel, és 1973-ban diplomázott az Észak-Karolinai Egyetemen. Az 1970-es évek közepén az Appalache-i Állami Egyetemen szerzett M.A. fokozatot, és 1986-ban a Dél-Karolinai Egyetemen megkapta angol PhD diplomáját. Frazier 1985-ben megjelent munkája a Sierra Club-hoz vezetett, az Andokba és környékére.
Frazier angolt tanított először a University of Colorado Boulder-en, majd angolt a North Carolina State University-n. Felesége meggyőzte, hogy adja fel a munkáját, hogy teljes munkaidőben dolgozhasson a regényén. Barátja és társa, az észak-karolinai regényíró Kaye Gibbons bemutatta befejezetlen regényét irodalmi ügynökségének, ami a Cold Mountain kiadásához vezetett.

### Pályafutása
A Cold Mountain volt az első regénye, amelyet 1997-ben adott ki az Atlantic Monthly Press. Inman, a Konföderációs hadsereg sebesült dezertőrének útját követi nyomon az amerikai polgárháború vége felé. Megrázó útját a hadsereg elhagyásától egészen addig, hogy visszataláljon a maga mögött hagyott nőhöz, Adához, aki rá vár és maga is megküzd minden nehézséggel. Ada és Inman szerelmének ereje, valamint az újraegyesítés iránti elkötelezettségük a regény mozgatórugója, valamint Frazier történelmi kontextusba való beépítése. A mű gazdag az észak-karolinai hegység kultúrájában és érzékenységében, és Frazier apja helytörténetén, valamint üknagybátyjáról, William Pinkney "Pink" Inmanről (1839-1865. február 6.) szóló történeteken alapul. Inman, aki a nyugat-karolinai Cold Mountain környékéről, Haywood megyéből származott, a Konföderációs Hadseregben szolgált, ahol kétszer is megsebesült, és az észak-karolinai Haywood megyében található Bethel közösségi temetőben van eltemetve. "Pink" Inman közkatonaként szolgált a 25. észak-karolinai gyalogság F. századában, és ezrede részt vett a harcokban Petersburg ostrománál, beleértve a kráteri csatát is.
A Cold Mountain 1997-ben elnyerte az Egyesült Államok Nemzeti Könyvdíját, és 2003-ban Anthony Minghella azonos című filmjeként adaptálta.
Frazier második, 2006-ban megjelent regénye, a Thirteen Moons egy ember történetét követi nyomon Amerikában egy évszázados változáson keresztül. A szintén Nyugat-Karolinában játszódó regény egy fehér férfi kapcsolatát mutatja be a cseroki indiánokkal közvetlenül Oklahomába való költözésük előtt, alatt és után. A történet a feltörekvő amerikai kormány azon terve elleni küzdelemről és diadalról szól, amely az őslakos cseroki embereket Oklahomába költözteti. A Cold Mountain sikere alapján Fraziernek 8 millió dollár előleget ajánlottak fel a Thirteen Moonsért.
Frazier 2011-es könyve, a Nightwoods a 20. században játszódik, bár a helyszín még mindig az Appalache-hegység.
Frazier negyedik regénye, a Varina Varina Davis, az Amerikai Konföderációs Államok First Lady-je életén alapul. 2018-ban jelent meg.
Frazier ötödik regénye, a The Trackers (Nyomkövetők) egy festőről szól a nagy gazdasági világválság idején, aki egy nő nyomára bukkan egy értékes festménnyel.

## Művei
- Cold Mountain (1997) ISBN 978-0802142849
- Thirteen Moons (2006) ISBN 978-0812967586
- Nightwoods (2011) ISBN 978-0812978803
- Varina (2018) ISBN 978-0062405982
- The Trackers (2023) ISBN 978-0062948083

### Magyarul megjelent
- Hideghegy (Cold Mountain) – Magvető, Budapest, 1999 · ISBN 9631421473 · Fordította: Rakovszky Zsuzsa
- A tizenhárom hold (Thirteen Moons) – Magvető, Budapest, 2008 · ISBN 9789631426281 · Fordította: Nagy Gergely

## Egyéb információk
- Honlapja
- Interjú Charles Frazierrel a Cold Mountain-ról BookBrowse(wd) (angolul)

## Fordítás
- Ez a szócikk részben vagy egészben  a   Charles Frazier című angol Wikipédia-szócikk fordításán alapul.  Az eredeti cikk szerkesztőit annak laptörténete sorolja fel. Ez a jelzés csupán a megfogalmazás eredetét és a szerzői jogokat jelzi, nem szolgál a cikkben szereplő információk forrásmegjelöléseként.